# Хоц, Кенни
Кеннет Джоел «Кенни» Хоц (англ. Kenneth Joel Hotz, род. 3 мая 1967) удостоенный наград канадский сценарист, режиссёр, актер, продюсер и фотограф. Является бывшим консультантом Южного Парка, создателем/участником шоу Кенни против Спенни на каналах Шоукейс и Камеди Централ. Он единственный канадский артист, чьи 2 телешоу начали показ на разных американских каналах в одно и то же время (FX и Comedy Central). У него также самое большое число поклонников на Facebook среди канадских телезвезд.

## Ранняя жизнь
Хоц родился в Торонто, Онтарио в 1967 году. Когда Кенни было три года, кончик его указательного пальца был удален в результате падения с велосипеда. В возрасте четырех лет, Кенни был отправлен в актерский лагерь, где сделал свой первый фильм. Он поступил в старшую школу в Forest Hill Collegiate Institute.
Хоц начал делать короткометражные фильмы в 1989, а в 2000 у него возникла идея сделать телешоу, где он и его друг будут состязаться друг с другом, чтобы доказать кто из них лучший, шоу было названо Кенни против Спенни. Хотя ему так и не удалось окончить Университет Райерсона, Хоц стал снимать фильмы и фотографировать. Хоц работал фотографом с 1992 года, фотографируя многочисленные страны и мировые исторические события. Сюжеты его фоторепортажей включали Освенцим, Дахау, Нидл Парк (Цюрих, Швейцария), Дэвид Кореш, Маунт Кармель, Вако, и Новый год на Таймс-сквер 2000.

## Карьера
После возвращения в Канаду, Хоц работал над комедийным шоу о жизни и смерти бездомного карлика в Торонто по имени Коротышка Горди совместно со Спенсером Райсом. В этом же году он начал сниматься (с Райсом) в документальном фильме Питч. Затем Хоц переехал в Лос-Анджелес для разработки телепрограмм. Позже Хоц начал работу над Кенни против Спенни.
Кенни против Спенни была номинирована на награду Джемини в 2004. Хоц и Райс были гостями на шоу Джимми Киммела, Ночной дом Тома Грина, Карсон Дэйли и Поздняя ночь с Конаном-о-Брайном в Нью Йорке. В 2004 он заканчивает его второй фильм В погоне за Папой, документальный фильм о том, как Хоц пытается встретиться с Папой Джоном Полом Вторым. Хоц получил беспрецедентные $10,000 от жюри, когда фильм получил известную награду Phillip Borsos за лучший канадский художественный фильм в 2004 году на кинофестивале в Уистлере. «Кенни против Спенни» является самым продаваемым комедийным шоу в канадской истории.
Хоц был консультантом Южного Парка, а также писал сценарии к эпизодам «Follow That Egg!» и «Two Days Before the Day After Tomorrow». Он также работал сценаристом в Черепашках Ниндзя в 1987.
В 2008 он снял комедийное шоу Подопытные для канала в собственности Fox — FX. Шоу начало показ в октябре 2008 года на FX и кабельном канале, купленным Канадой, Showcase.
Кенни Хоц еврей, что было подтверждено в нескольких эпизодах Кенни против Спенни («Кто съест больше всего мяса?»). Делая «мясной коктейль», в который он добавляет свинину, он отмечает, что его «раввин будет очень зол». Он также претендует петь в синагогском хоре в эпизоде «Тот, кто перестает петь проигрывает» и упоминает свою веру в эпизоде «Кого больше любят старики», где он верит, что религия ему поможет победить. Он свободно говорит на Иврите, как можно заметить в эпизоде «Кто лучший еврей». Как бы то ни было, в интервью Хоц заявил о своей апатии к религии и признал себя атеистом.
Кенни недавно был втянут в полемику с Комиссией по правам человека в Британской Колумбии за оскорбление религии в эпизоде «Кто сможет оскорбить больше людей», где он заплатил за самолет, который пролетел над Торонто с баннером с надписью «Jesus Sucks» (Иисус отстой).
У Хоца была памятная эпизодическая роль в фильме Кевина Смита Зак и Мири снимают порно (в главных ролях Сет Роджен и Элизабет Бэнкс.
Кенни взял эпизодическую роль бездомного во втором эпизоде телесериала Pure Pwnage, также как и в Degrassi Takes Manhattan в 2010. Кенни в сотрудничестве со Спенсером Райсом снял финальный эпизод шоу Кенни против Спенни («Кенни против Спенни: Специальный Рождественский Выпуск»). В настоящее время он работает над новыми выпусками шоу Kenny Hotz's Triumph of the Will, премьера которого состоялась 22 июля 2011.

## Фильмография
- Черепашки Ниндзя (1987)[8]
- Ничего не стоит сказть Доброе утро (1994)
- Питч (1997)
- Кенни против Спенни (2002—2010)
- В погоне за Папой (The Papal Chase) (2004)
- Южный Парк — Три эпизода (2005)
- Элтон против Саймона (2005)
- Подопытные (2008)
- Ханна Монтана: Фильм (эпизодическая роль Майли Стюарта) (2010)[1]
- Pure Pwnage (эпизодическая роль бездомного) (2010)
- Degrassi Takes Manhattan (эпизодическая роль торговца записями) (2010)
- Кенни против Спенни: Специальный Рождественский Выпуск (2010)
- Kenny Hotz's Triumph of the Will (2011-настоящее время)

## Награды и номинации
- Бруклинский Национальный Кинофестиваль (2005) — Награда публики (лучший документальный) за «В погоне за Папой»
- Canadian Filmmakers' Festival (2005) — Награда публики (документальный) за «В погоне за Папой»
- Hot Docs Канадский Интернациональный Документальный Фестиваль (1996) — Лучшее комедийное документальное шоу за «Ничего не стоит сказать Доброе утро»
- Уистлерский Кинофестиваль (2004) — Награда Филиппа Борзоса за «В погоне за Папой» (Победитель)
- Награда Джемини (2004) — Джемини за лучшую комедийную программу или сериал: Кенни против Спенни
- Журнал Вайс (2006) — Первая Ежегодная Награда за Рассказы (Победитель)
- Награда Джемини (2006) — Джемини за лучшую комедийную программу или сериал: Кенни против Спенни (Номинация)
- Награда Джемини (2008) — Джемини за лучшую комедийную программу или сериал: Кенни против Спенни (Номинация)
- Награда Джемини (2009) — Джемини за лучшую комедийную программу или сериал: Подопытные (Номинация)
- Награда Джемини (2009) — Джемини за лучший сценарий в комедийной программе или сериале: Подопытные (Номинация)
- Награда Джемини (2010) — Джемини за лучшее ансамблевое исполнение в комедийной программе или сериале: Кенни против Спенни (Номинация)
- Награда Канадской Комедии (2010) — Лучший режиссёр в комедийной программе или сериале (Победитель)[9]